# Terrasson (architecture)
Pour les articles homonymes, voir terrasson.

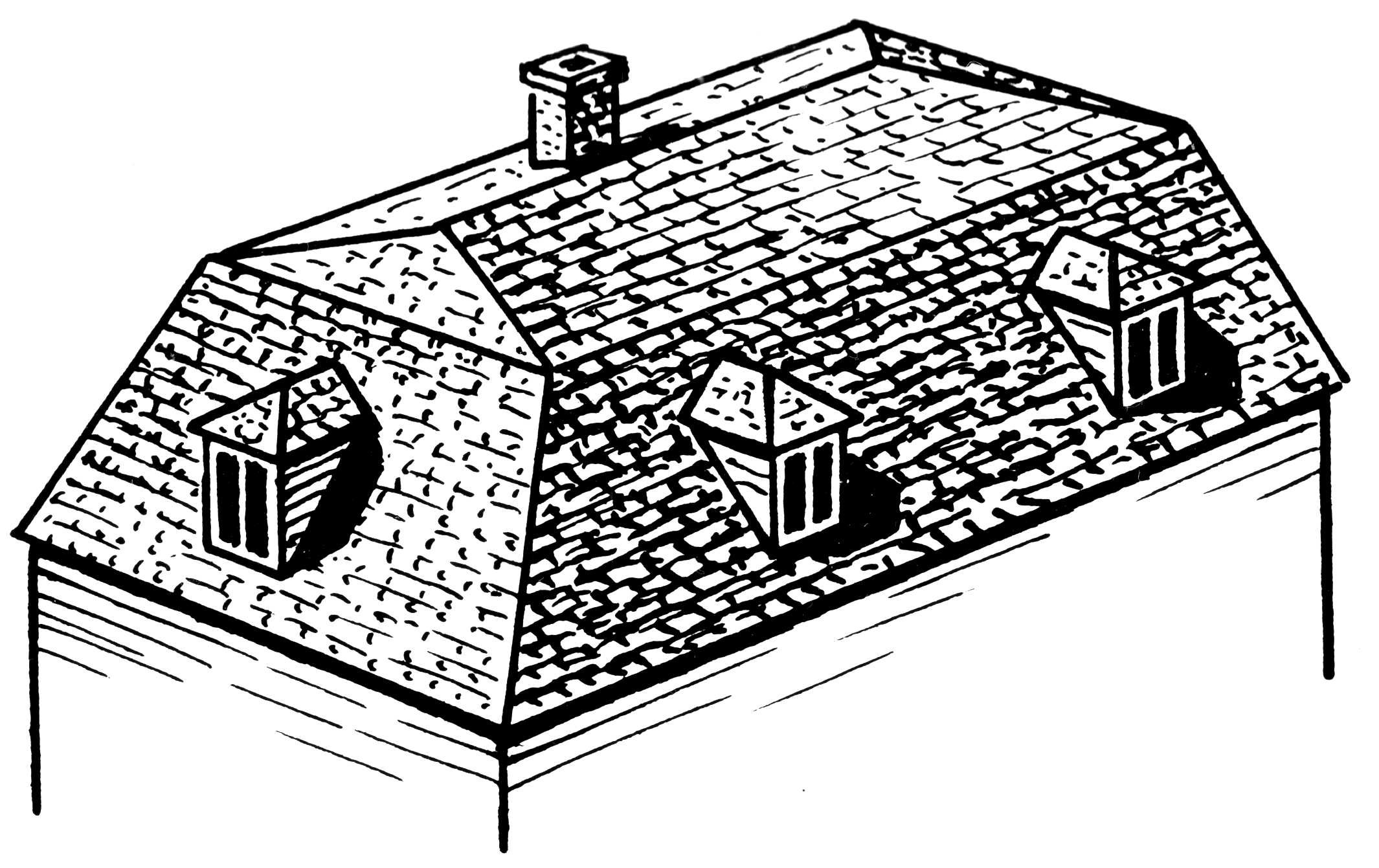
En haut de cette toiture à la Mansart, le terrasson.

Le terrasson forme la partie supérieure du toit à l'italienne ou de celui « à la Mansart ». Par extension , le terrasson désigne un petit toit-terrasse.
L'architecte du roi, François Mansart, est considéré à tort comme étant à l'origine du toit à deux pentes : l'une, très forte (entre 60 et 80°), s'appelle le brisis et l'autre, plus faible, porte le nom de terrasson. Le brisis est, le plus souvent, recouvert de tuiles, d'ardoises ou encore de zinc. L'articulation entre le brisis et le terrasson est souvent assurée par un cordon (membron) métallique en zinc.
Le terrasson, étant donné sa faible pente, est tantôt recouvert de zinc, de tuile plate ou mécanique, plus rarement de cuivre, d'inox, de plomb (comme au château de Versailles) et de tout autre matériau métallique en bandes ou produits de terre cuite assurant une bonne étanchéité.
Les toits dits à la Mansart sont très fréquents dans les immeubles des centres-villes, maisons de plaisance, villas et châteaux du XVIIe siècle à 1914. Ils sont souvent agrémentés de lucarnes ou d'oculi et permettent d'aménager des pièces habitables sous les combles, simples chambres ou petits appartements familièrement appelés mansardes.